# Jacona de Plancarte
Jacona de Plancarte, conocida simplemente como Jacona, es una ciudad mexicana, cabecera del municipio de Jacona en el estado de Michoacán de Ocampo. Ubicada en el noroeste del estado, en la vertiente norte de la sierra de Patamban, que forma parte del Eje Neovolcánico, se localiza a 1580 metros de altitud.
Fue fundada por fray Sebastián de Trasierra el 5 de noviembre de 1555, situando el pueblo a 10 kilómetros del antiguo asentamiento prehispánico conocido como Jacona la Vieja.
Es la cuarta mayor productora de fresa a nivel nacional, con 41 294 toneladas cultivadas en el año 2023, solo por debajo de Zamora, Ensenada y Tangancícuaro.

## Toponimia
El nombre de Jacona, es una castellanización de Xhucunan o Xucunan, está a su vez se desprende del verbo Xucuperacua que significa cubrirse,  en diccionario de la lengua de Michoacán se menciona que es Xucugnari y Xucuperacua, significando lo mismo, el primero cubrirse con frezadas y el segundo simplemente cubrirse. Por ende Xhucunan lugar donde se cubren, esto puede tener una connotación al referirse que los indios Tarascos iban vestidos y los hombres nómadas no.[cita requerida]

## Historia
Los vestigios arqueológicos localizados en El Opeño, son ubicados en el horizonte preclásicos (1300-200 a. C.) indican con claridad que en este lugar existieron asentamientos humanos durante la época prehispánica. Jacona es uno de los pueblos más antiguos de Michoacán y uno de los primeros fueron sometidos al Señorío Tarasco.
Se dan varias versiones de donde pudieron haber llegado los primeros habitantes de Michoacán y por ende los de Jacona, pero la más acertada parece ser la siguiente: (Pedro Almíndez Chirino) el 4 de agosto de 1538. Juan de Albornóz reclamó el pueblo que Hernán Cortés le había dado, llevando pleito ante la audiencia el 23 de julio de 1536 (juicio sobre la mitad del pueblo de Jacona). El 21 de noviembre del mismo año la audiencia falló en favor de Chirino. Albornóz apeló el caso ante el Consejo de Indias, pero no se sabe cuál fue el resultado definitivo. Por el año de 1528, el Bachiller Ortega hizo una «tasación» para asignar los atributos de los pueblos. En ésta, Jacona aparece con Gonzalo de Sandoval, como encomendero (Chirino fue testigo). El tributo que debería dar Jacona consistía en 300 cargas de maíz y frijol, 10 cargas de ají y 10 cargas de sal. Existen copias de un documento conocido como «Título de Jacona» que habla de su «fundación», «expedido en la Real Sala de Justicia de la susodicha ciudad de México, el 15 de diciembre de 1529, formado y enterado en 15 fojas útiles…» contiene límites y nombres de los lugares pertenecientes a Jacona y el lugar donde está el pueblo. Dice que el pueblo de Jacona está situado «…en la boca de una barranca que los indios llaman El Reventón…» (El mismo sitio donde se encuentra ahora). Este documento está firmado por Hernán Cortés. Por enfermedad notoria del Excelentísimo Señor Virrey, Don Antonio de Mendoza; por su real mandato, lo hizo en su nombre Manuel Jiménez, Francisco Mazcón, Roque Taoba de Senteno y Francisco Espinoza, Escribano Real. El 14 de febrero de 1530, se registra la sentencia de muerte contra Tzintzicha o Don Francisco Tanganxoan, último emperador purépecha. Un poco antes se había preparado una estrategia para liberar al rey de Michoacán de manos de Nuño de Guzmán, quien lo conducía preso, así como a muchos nativos llevados a la fuerza a la conquista de la Nueva Galicia. Estos indígenas presos acordaron con los pobladores de Xucunan coger entre dos fuegos a los españoles y exterminarlos. Este acontecimiento debió llevarse a cabo en el valle de Cuinán, como lo afirmó Don Pedro Cuiriángari, hermano de Caltzontzin… allí estaban listos ocho mil guerreros jaconenses dispuestos a liberar a su rey. Sin embargo, la estrategia no se llevó a cabo porque ante los fuertes rumores de levantamiento, Nuño de Guzmán regresó a Tzintzuntzan, donde sacrificó al último rey. Por tales antecedentes, queda claro que la «Fundación de Jacona» es considerada a partir de una repoblación registrada en el año de 1555, un 5 de noviembre según reza la historia, atribuida al Fraile Agustino Sebastián de Trasierra, no obstante a que, en calidad de evangelizador, había estado en Jacona por lo menos una década antes, el fraile franciscano, Jacobo Daciano.
En el año de 1775, las órdenes religiosas entregaron al clero las parroquias de Jiquilpan, Jacona, Tarecuato y Zirosto. En el año de 1787, Valladolid era una Intendencia. Entre las alcaldías se encuentra Jacona, villa de Zamora, con sus agregados en Tlazazalca y Chilchota. Con base en la Ley Territorial del 10 de diciembre de 1831, el Congreso de Michoacán eleva a Jacona a la categoría de municipio, con cabecera del mismo nombre. Se dio inicio al funcionamiento de las oficinas del Registro Civil, en el mes de enero de 1861, fungiendo como presidente municipal el Señor Manuel López, quien desempeñó el cargo de enero a junio del mismo año. El 15 de noviembre de 1875 fue inaugurado el Colegio de La Purísima, ahora Palacio Municipal.

### Fundación
Por algún tiempo se mantuvo la creencia que Jacona fue fundada en el año de 1555, por Fray Sebastián de Trasierra, Fraile Agustino, cambiándolo de un lugar «inhóspito, árido y seco» conocido como «Jacona la Vieja», al lugar donde se encuentra ahora; sin embargo, nuevas investigaciones demuestran claramente que son datos insostenibles por varios razonamientos:
1. Jacona, en los pasados tiempos fue un pueblo muy importante, según lo refiere la Relación de Michoacán, y no una pequeña aldea, por lo cual, no podían vivir en un lugar inhóspito y sin agua para beber. Donde se dice que se encontraba Jacona la Vieja, tan solo se dan escurrimientos temporales, totalmente insuficientes para dar de beber a una familia y no a todo un pueblo.
2. Las tumbas de tiro del Opeño se encuentran cerca del Curutarán, centro ceremonial importante, muy cerca de los manantiales. No se ve registra la razón por la que pudieran haber abandonado este sitio dejándolo desocupado y pasar a vivir en un lugar inhóspito.
3. Una década atrás aproximadamente, antes de la llegada de Trasierra, ya había estado en su labor pastoral por Jacona, Tangamandapio y otros sitios, Fray Jacobo Daciano, procedente de Dacia y descendiente de reyes, quien realizó una labor en favor de los indígenas, a quienes proponía se les diesen todos los sacramentos, y a favor de la ordenación de sacerdotes nativos, para crear una «iglesia americana». (Teoría no aceptada por algunos historiadores). Tal propuesta lo enemistó con los frailes españoles entablándose serias discusiones. Sus tesis fueron tratadas en el Concilio de Lima y en el Concilio de México, entre el período de 1550 y 1555. El último «enfrentamiento» fue con el fraile de su misma orden Franciscana, llamado Fray Juan de Gaona, y tal vez por el temor de verse involucrado en un proceso inquisitorial, «firmó su rendición». Como resultado de ello, lo separaron de las parroquias que visitaba y tenía a su cuidado, entre otras, la de Jacona, Zirosto y Zacapu, pasando posteriormente a los Agustinos a obtener el permiso correspondiente de la parroquia de Jacona, donde se venera a San Agustín, quienes tal vez en el intento de olvidar a Daciano, que estuvo aquí antes que ellos, empezaron a hablar de la «Fundación de Jacona».
4. La arquitectura de la iglesia llamada ahora San Agustín, tiene su construcción al clásico estilo Franciscano Antiguo, así como el convento llamado ahora Colegio Antonio Plancarte, parte de la misma construcción. Sus características arquitectónicas pueden ser fácilmente comparables con otras iglesias construidas y atendidas por Fray Jacobo Daciano, que demuestra la influencia franciscana y no agustina.

### Primeros encomenderos
El 24 de agosto de 1534 Hernán Cortés concedió Jacona y su distrito a Juan de Albornóz, pero debido a su mal comportamiento, Cortés, a su regreso de Honduras, se lo quitó en 1526, otorgándose a Juan de Sandoval, quien antes de irse a España, donde murió en 1528, hizo su testamento a favor de su primo Juan de Sandoval, pero cuando Alonso de Estrada, gobernador y tesorero real supo la muerte de Sandoval, le encomendó Jacona al Veedor Real Pedro Almíndez Chirino.

### Siglos posteriores
Gracias a la canalización del río Celio se pudieron cultivar hortalizas en la zona urbana; y como resultado de la pendiente del mismo río se pudieron establecer molinos de trigo y, a finales del siglo XIX, hidroeléctricas, sin contar su uso como suministro de agua potable y lavado. Sin embargo, estos usos se fueron perdiendo con el paso del tiempo, a excepción del suministro de agua a las tierras agrícolas, tanto del río Celio como del Duero.

## Geografía

### Ubicación
Jacona de Plancarte se localiza al occidente de México y al noroccidente del Michoacán, dentro de la subprovincia fisiogeográfica «Depresión de Chapala» —parte del Eje Neovolcánico— y la región geocultural denominada Bajío zamorano, una de las dos porciones michoacanas del Bajío. Se asienta sobre el valle de Tziróndaro. Sus coordenadas 19°57' de latitud norte y 102°18' de longitud oeste, con una altitud de 1580 m. s. n. m., a 150 km de Morelia.

### Geología e hidrografía
La ciudad descansa predominantemente sobre una llanura aluvial del Cuaternario, con suelo tipo vertisol; se encuentra rodeada de los cerros Prieto, Los Cuates y Tamándaro.
El valle en el que se encuentra ubicada la ciudad es el resultado de la actividad volcánica de la época geológica del Plioceno y del periodo Cuaternario que produjo en su momento grandes lagos interiores en la cuenca Lerma-Chapala por quedar obstruida la salida de sus aguas.
Por la ciudad corre el río Duero, con flujo de agua perenne, que divide a Jacona con Zamora; y el río Celio, de corriente intermitente, que cruza de sur a norte por la ciudad.
Dentro de la ciudad se encuentran tres cuerpos de agua: el lago de Orandino, el lago del Curutarán (Presa La Luz) y el lago del Disparate (entre la colonia Linda Vista y Trasierra).  

### Clima
El clima de la ciudad es subtropical subhúmedo (Cwa) —de tipo gangético—, de acuerdo con la clasificación climática de Köppen-Geiger, o semicálido subhúmedo con lluvias en verano (ACw), de menor humedad, según la modificación del mismo por García. Cuenta con una precipitación pluvial anual de 786.5 mm y una temperatura media anual de 19.3 grados centígrados.
| Parámetros climáticos promedio de Jacona de Plancarte (Orandino; 1991-2020) | Parámetros climáticos promedio de Jacona de Plancarte (Orandino; 1991-2020) | Parámetros climáticos promedio de Jacona de Plancarte (Orandino; 1991-2020) | Parámetros climáticos promedio de Jacona de Plancarte (Orandino; 1991-2020) | Parámetros climáticos promedio de Jacona de Plancarte (Orandino; 1991-2020) | Parámetros climáticos promedio de Jacona de Plancarte (Orandino; 1991-2020) | Parámetros climáticos promedio de Jacona de Plancarte (Orandino; 1991-2020) | Parámetros climáticos promedio de Jacona de Plancarte (Orandino; 1991-2020) | Parámetros climáticos promedio de Jacona de Plancarte (Orandino; 1991-2020) | Parámetros climáticos promedio de Jacona de Plancarte (Orandino; 1991-2020) | Parámetros climáticos promedio de Jacona de Plancarte (Orandino; 1991-2020) | Parámetros climáticos promedio de Jacona de Plancarte (Orandino; 1991-2020) | Parámetros climáticos promedio de Jacona de Plancarte (Orandino; 1991-2020) | Parámetros climáticos promedio de Jacona de Plancarte (Orandino; 1991-2020) |
| Mes                                                                         | Ene.                                                                        | Feb.                                                                        | Mar.                                                                        | Abr.                                                                        | May.                                                                        | Jun.                                                                        | Jul.                                                                        | Ago.                                                                        | Sep.                                                                        | Oct.                                                                        | Nov.                                                                        | Dic.                                                                        | Anual                                                                       |
| --------------------------------------------------------------------------- | --------------------------------------------------------------------------- | --------------------------------------------------------------------------- | --------------------------------------------------------------------------- | --------------------------------------------------------------------------- | --------------------------------------------------------------------------- | --------------------------------------------------------------------------- | --------------------------------------------------------------------------- | --------------------------------------------------------------------------- | --------------------------------------------------------------------------- | --------------------------------------------------------------------------- | --------------------------------------------------------------------------- | --------------------------------------------------------------------------- | --------------------------------------------------------------------------- |
| Temp. máx. abs. (°C)                                                        | 30.5                                                                        | 32.0                                                                        | 35.5                                                                        | 39.0                                                                        | 38.5                                                                        | 39.5                                                                        | 35.5                                                                        | 32.0                                                                        | 36.0                                                                        | 32.5                                                                        | 31.0                                                                        | 28.0                                                                        | 34.3                                                                        |
| Temp. máx. media (°C)                                                       | 24.5                                                                        | 26.4                                                                        | 28.8                                                                        | 31.2                                                                        | 31.5                                                                        | 29.0                                                                        | 26.6                                                                        | 26.4                                                                        | 26.0                                                                        | 26.4                                                                        | 25.8                                                                        | 24.4                                                                        | 27.2                                                                        |
| Temp. media (°C)                                                            | 15.4                                                                        | 17.0                                                                        | 19.1                                                                        | 21.4                                                                        | 22.8                                                                        | 22.4                                                                        | 20.7                                                                        | 20.5                                                                        | 20.2                                                                        | 19.3                                                                        | 17.3                                                                        | 15.6                                                                        | 19.3                                                                        |
| Temp. mín. media (°C)                                                       | 6.4                                                                         | 7.6                                                                         | 9.4                                                                         | 11.6                                                                        | 14.1                                                                        | 15.7                                                                        | 14.7                                                                        | 14.6                                                                        | 14.4                                                                        | 12.1                                                                        | 8.9                                                                         | 6.8                                                                         | 11.4                                                                        |
| Temp. mín. abs. (°C)                                                        | 0.5                                                                         | -0.5                                                                        | 1.0                                                                         | 1.0                                                                         | 3.0                                                                         | 10.0                                                                        | 7.0                                                                         | 4.5                                                                         | 4.5                                                                         | 3.0                                                                         | 1.0                                                                         | -1.0                                                                        | 2.8                                                                         |
| Precipitación total (mm)                                                    | 13.8                                                                        | 11.1                                                                        | 11.7                                                                        | 2.5                                                                         | 45.6                                                                        | 135.8                                                                       | 190.5                                                                       | 176.1                                                                       | 131.2                                                                       | 45.2                                                                        | 15.2                                                                        | 7.8                                                                         | 786.5                                                                       |
| Fuente: Servicio Meteorológico Nacional.                                    |                                                                             |                                                                             |                                                                             |                                                                             |                                                                             |                                                                             |                                                                             |                                                                             |                                                                             |                                                                             |                                                                             |                                                                             |                                                                             |

## Religión

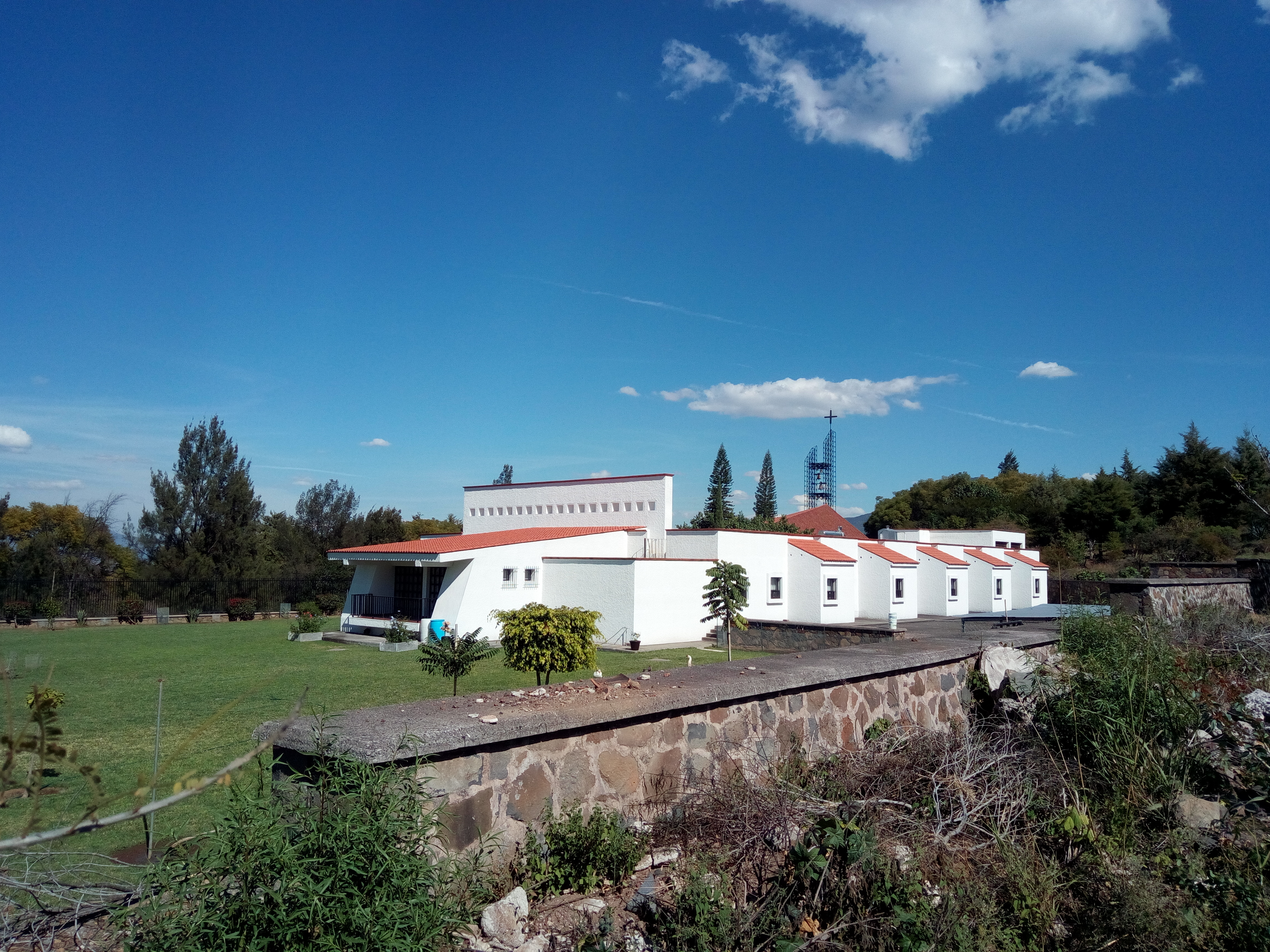
Monasterio trapense de Nuestra Señora del Curutarán.

La religión predominante en el municipio de Jacona es la católica, seguida de diversas confesiones minoritarias, entre las que destacan la Iglesia Apostólica de la Fe en Cristo Jesús, testigos de Jehová, adventistas y diversas iglesias denominadas «de Jesucristo».[cita requerida]

## Cultura

### Fiestas
Se destacan: 14 de febrero, aniversario de la coronación de la Virgen de La Esperanza (1886); 15 de febrero, inicio de la Feria de la Fresa; 8 de septiembre, natividad de La Virgen de La Esperanza, y 5 de noviembre, aniversario de la fundación de Jacona.

## Demografía
La ciudad de Jacona de Plancarte cuenta con una población en 2020 de 61 510 habitantes según datos del XIV Censo General de Población y Vivienda del Instituto Nacional de Estadística y Geografía por lo que es la 10.ª ciudad más poblada de Michoacán. Aceleró enormemente su población a partir de la conurbación en la década de 1950 con su vecina ciudad de Zamora de Hidalgo, con la cual conforman la Zona Metropolitana de Zamora que alberga una población de 273 641 habitantes, por lo que es 3.ᵉʳ núcleo urbano más poblado del estado de Michoacán y la 57.ª zona metropolitana más poblada de México.
| Gráfica de evolución demográfica de Jacona de Plancarte entre 1900 y 2020                                   |
| |
| Población de los censos y conteos del Instituto Nacional de Estadística y Geografía (INEGI) de 1900 a 2020. |